# Blunoise Records
Blunoise Records ist ein deutsches Indie-Label, das vom deutschen Produzenten und Blubox-Studio-Betreiber Guido Lucas gegründet wurde. Es veröffentlicht hauptsächlich Musik im Noise-Rock- und Indie-Rock-Bereich.
Gegründet wurde Blunoise Mitte der 1990er Jahre in Troisdorf, einige Jahre später folgte der Umzug nach Köln. Die Platten wurden bis 2004 über EFA vertrieben. Nach dem Konkurs von EFA wechselte man zu Alive.

## Aktuelle Bands (Auswahl)
- American Lead Guitar
- Château Laut
- Fischessen
- Grant National
- International Friendship Society
- Les Hommes Qui Wear Espandrillos
- Lude
- Mill
- Mob
- Nicoffeine
- Novadrive
- Pendikel
- Ulme

## Frühere Bands
- Bambi Davidson
- Blackmail
- Blimps Go 90
- Cinema Favorit
- Craving
- Dragster
- Genepool
- Guts Pie Earshot
- Harmful
- Killed on X Mass
- Mars
- Mink Stole
- Porf
- Rinderwahnsinn
- Roerhedds
- Scumbucket
- Solar Junkies
- Spokoj
- Stale
- Urlaub in Polen